# جان دالریمپل، دومین ارل استیر
جان دالریمپل، دومین ارل استیر (انگلیسی: John Dalrymple, 2nd Earl of Stair؛ ۲۰ ژوئیه ۱۶۷۳ – ۹ مه ۱۷۴۷) فرد نظامی اهل پادشاهی بریتانیای کبیر بود. وی همچنین برندهٔ جوایزی همچون نشان گل خار شده‌است.